# Arizonakärpfling
Der Arizonakärpfling (Poeciliopsis occidentalis) ist eine Art der lebendgebärenden Zahnkarpfen (Poeciliinae), die in den Gewässern von Arizona und Sonora heimisch ist. Das Verbreitungsgebiet der Art ist in den letzten Jahrzehnten durch Habitatverlust und Konkurrenz durch eingeführte Fischarten, insbesondere durch Koboldkärpflinge (Gambusia affinis), stark geschrumpft. In den Vereinigten Staaten ist der Kärpfling vom Aussterben bedroht (endangered) und seit 1967 durch den Endangered Species Act geschützt.

## Merkmale
Männchen dieses Kärpflings erreichen eine Länge von bis zu 3 cm, Weibchen werden bis 5 cm groß. Der Körperbau ist in beiden Geschlechtern gestreckt, der Kopf ist klein und zugespitzt. Die Grundfärbung des Kärpflings ist braunoliv, die Bauchseite ist weißgrau. Die Ränder der Schuppen sind schwarz. Weibchen sind im Bereich der Geschlechtsöffnung und vereinzelt im oberen Bauchbereich und im unteren Schwanzstiel mit schwarzen Punkten pigmentiert. Die Rücken-, Schwanz- und Afterflosse sind gelb und leicht schwärzlich getönt. Ausgewachsene Männchen sind schwarzblau gefärbt, ihre unpaarigen Flossen sind orange.

## Vorkommen und Lebensweise
Der Kärpfling war bis in die 1940er Jahre der häufigste Fisch im Einzugsgebiet des Gila River. Durch Zerstörung seines Lebensraumes und Konkurrenz durch eingeführte Tierarten ist sein Bestand stark zurückgegangen, sodass er in den USA heute nur noch in einem kleinen Teil seines ursprünglichen Verbreitungsgebiets vorkommt. Es gibt jedoch Bemühungen, ihn in seinem ehemaligen Lebensraum wieder anzusiedeln. Die Bestände im mexikanischen Bundesstaat Sonora gelten als nicht gefährdet.
Die Fische besiedeln hauptsächlich stehende und langsam fließende Gewässer wie Teiche, Quellen, Bäche und die Randbereiche kleinerer Flüsse. Dabei halten sie sich bevorzugt in der Nähe von Algenmatten auf und durchsuchen den Schlamm nach Nahrung. Sie ernähren sich von Pflanzenteilen, Krebstieren, Insektenlarven und Detritus.
Weibchen des Kärpflings bringen zwischen Januar und August, unter optimalen Bedingungen auch ganzjährig, zirka alle 28 Tage bis zu 20 Jungfische zur Welt. Die Jungfische benötigen Versteckmöglichkeiten, auch, um sich vor Nachstellungen durch adulte Tiere zu schützen. Die Lebenserwartung beträgt ungefähr ein Jahr.

## Systematik
Manche Autoren unterscheiden die zwei Unterarten Poeciliopsis occidentalis occidentalis und Poeciliopsis occidentalis sonoriensis. Nach der aktuellen Nomenklatur besitzt Poeciliopsis sonoriensis jedoch Artstatus.